# 濁流三部曲
《濁流三部曲》是臺灣客家籍作家鍾肇政的大河小說，創作時間為1961至1963年，為自傳體小說。首部曲《濁流》講述來自海山郡五寮（現新北市三峽區五寮里）的青年陸志龍擔任大河宮前國民學校助教的故事；第二部《江山萬里》描繪陸志龍進入軍中當「學徒兵」；第三部《流雲》則是敘寫陸志龍戰後回到家鄉的生活景況。鍾肇政以「濁流三部曲」奠定其「大河小說家」的地位，以細膩描繪時代鉅變下的風景。陳芳明認為：「鍾肇政的藝術成就，全然展現在大河小說的渲染；通過家族歷史的著墨，而暈開了整個臺灣人命運的輪廓。鍾肇政在台灣文學史裡受到肯定，無疑是因為他完成了兩部鉅構，亦即《濁流三部曲》與《台灣人三部曲》。」

## 內容
《濁流三部曲》為自傳體小說，分為第一部《濁流》、第二部《江山萬里》和第三部《流雲》。
《濁流》以主角陸志龍的生活為核心，敘述二戰結束前後臺灣社會的變局，除了描寫臺灣青年在隨時可能被徵召的時代，如何面對殖民政策與教育制度的雙重壓力，亦多所著墨於兩性之間的曖昧情感。
《江山萬里》描寫太平洋戰爭末期到日本無條件投降期間，陸志龍在青年師範學校就學的生活，以及接受徵召當學徒兵的過程。呈現在戰爭摧殘、物資缺乏的情況下，臺灣人對於戰爭即將結束所抱持的新希望。
《流雲》以戰後初期脫離殖民統治不久的臺灣為時空舞台，藉由陸志龍返回故鄉後所要面對的新生活，訴說臺灣人如何消除心中根深柢固的日本軍國主義，如何重新適應中國的文化、生活及語言。

## 評論
陳昌明評論《濁流三部曲》是臺灣大河小說的源頭，是書寫民族苦難的史詩。陳昌明在新版推薦序中說：「如果檢視鍾肇政1943至1946年間的經歷，我們幾乎可以肯定陸志龍就是鍾肇政」，小說以作者化身的人物，注視大時代的變局，將內心對情慾、人性、民族、國家認同的掙扎在作品中呈現。作家葉石濤則評論：「作品自傳性濃厚，因而缺少客觀性、歷史性和世界性，『作家把自己的影子投進小說主角身上』，限制了他活動的範疇，顯露弱點」。
本作品的另一特點是殖民地經驗的呈現。以主角反映了日治時期到光復初期，知識份子矛盾的認同觀。陳芳明認為：「《濁流三部曲》的成功，就在於精確掌握了一個卑微的知識份子如何困惑於日本人的認同，又如何在歷史流轉中追索自己的新認同。那種認同的幻滅與再生，正是戰中戰後知識份子思想上精神上的一種凌遲。」

## 創作背景
小說有個人經驗的投射，表現上又有著作當時，政府當局文藝政策涉入的影響。鍾肇政曾自剖，所寫是自身祖國情懷，創作當下亦有現實考量。鍾肇政於《臺灣文學十講》所述：「剛好國民黨統治下，一些反日抗日內涵，是比較受到鼓勵的。也不是迎合國民政府的需要，所以才寫那些反日抗日的東西，是因為只有那樣的題材可以讓我來好好發揮。」